# Московска патријаршија
Московска патријаршија (рус. Московская патриархия) установа је Руске православне цркве којом непосредно руководи патријарх московски и све Русије.

## Правно лице
Московска патријаршија је по руском државном праву регистрована као православна вјерска организација са својством правног лица. Уписана је у Јединствени државни регистар правних лица под бројем 1037700011843.
Московску патријаршију као установу не треба поистовјећивати са Московским патријархатом (рус. Московский патриархат) као другим називом за Руску православну цркву. Црквеноправни субјективитет Московске патријаршије сличан је као код Патријаршије српске која се у државни регистар уписује као правно лице унутар Српске православне цркве.

## Структура
У структуру Московске патријаршије улазе:
- Управа послова Московске патријаршије;
- Управа Московске патријаршије за град Москву;
- Управа Московске патријаршије за заграничне установе;
- Административни секретаријат Московске патријаршије;
- Канцеларија Московске патријаршије;
- Патријарашка наградна комисија;
- Финансијска служба Московске патријаршије;
- Правна управа Московске патријаршије;
- Лични секретаријат патријарха московског и све Русије;
- Референтура Московске патријаршије;
- Прес-служба патријарха московског и све Русије;
- Служба књиговодства и архива Московске патријаршије;
- Служба протокола патријарха московског и све Русије.

Управа послова Московске патријаршије има права синодалне установе. Управник послова је стални члан и секретар Светог синода Руске православне цркве.